# Toni Rodriguez (Beachvolleyballspielerin)
Toni Tayler Rodriguez (* 13. September 1996 in Saint Amant, Louisiana) ist eine US-amerikanische Beachvolleyballspielerin.

## Karriere
Toni Rodriguez startete ihre Karriere an der St. Amant High School im Bundesstaat Louisiana. Im Hallenvolleyball gewann sie mit ihrem Team drei von vier Distriktmeisterschaften und erreichte dabei einmal das Semifinale des Staats. Während ihrer Schulzeit erhielt sie darüber hinaus verschiedene Auszeichnungen. Zusätzlich war sie im Basketball und in der Leichtathletik aktiv. 2014 begann Rodriguez ein Studium an der Louisiana State University. 
Sie musste zunächst wegen einer noch in der Schule erlittenen Verletzung eine Sportpause einlegen, startete im folgenden Jahr deshalb als Redshirt Freshman. Als Außenangreiferin war sie auch in den folgenden drei Spielzeiten für die LSU Tigers am Ball. 2019 wechselte die aus Saint Amant stammende Athletin von der Halle in den Sand. Während drei weiterer Jahre als Studentin, in denen sie insgesamt 55 Siege erreichte (davon 44 mit Ashlyn Rasnick-Pope), startete sie parallel auch schon bei der AVP Tour mit wechselnden Partnerinnen. 2022 erreichte sie mit Zana Muno den Bronzerang beim Future der FIVB in Coolangatta. Beim anschließenden Challenge in Itapema verloren die beiden US-Amerikanerinnen in der zweiten Qualifikationsrunde gegen Chantal Laboureur und Sarah Schulz. 
Seit Mai der gleichen Saison bildeten Savannah Simo und Toni Rodriguez ein Beachpaar. Die beiden wurden bei den AVP Turnieren in Austin Siebte und in New Orleans Fünfte. 2023 standen Rodriguez und Simo zum ersten Mal in Denver bei einem AVP Open und in La Paz bei einem FIVB Challenge im Finale. Im November 2024 nahm die in Louisiana geborene Sportlerin mit Molly Shaw am gleichwertigen Wettbewerb in Haikou teil und erreichte zum zweiten Mal in ihrer Karriere ein Endspiel der World Pro Tour. Zuvor hatte sie mit Geena Urango Bronzemedaillen bei AVP Veranstaltungen in Manhattan Beach und Chicago erkämpft. In Chennai wurden Rodriguez/Shaw Dritte und gewannen kurz darauf in Nuvali zum ersten Mal ein Challenge-Turnier.
2025 ist Kylie Deberg Tonis Partnerin. Im Mai gewannen Rodriguez/Deberg auf der World Beach Pro Tour das Challenge-Turnier in Xiamen.

## Persönliches
Die Eltern von Toni Tayler heißen Charles und Lori Rodriguez, ihre Schwester hört auf den Namen Brandy Brewer. Toni Rodriguez studierte im Hauptfach Kinesiologie. Sowohl Vater als auch Schwester waren ebenfalls an der LSU eingeschrieben.